# 長野県蓼科高等学校
長野県蓼科高等学校（ながのけん たてしなこうとうがっこう）は、長野県北佐久郡立科町芦田にある公立高等学校。略称は「蓼高」。文化祭は「ポプラ祭」と称する。

## 沿革
- 1900年10月16日 - 学校組合立蓼科実業補習学校として開校。
- 1902年6月9日 - 蓼科乙種農学校を設置。
- 1902年6月30日 - 蓼科実業補習学校を廃止。
- 1911年4月1日 - 北佐久郡立に移管、北佐久郡立蓼科乙種農学校に改称。
- 1917年10月16日 - 長野県北佐久郡立蓼科農学校に改称。
- 1922年4月27日 - 長野県蓼科農学校に改称。
- 1926年4月1日 - 長野県蓼科実科高等女学校を併設。
- 1935年3月31日 - 長野県蓼科実科高等女学校を廃止、長野県蓼科家政女学校を併設。
- 1940年3月31日 - 甲種農学校に昇格。
- 1944年3月31日 - 長野県蓼科家政女学校を廃止。
- 1948年4月 - 学制改革により、長野県蓼科高等学校となる。普通科、農業科、定時制課程を設置。
- 1949年4月1日 - 長野県に移管。林業科、定時制北御牧分校を設置。
- 1951年5月10日 - 定時制中心校を廃止。
- 1952年3月31日 - 定時制北御牧分校を廃止。
- 1961年4月1日 - 林業科募集停止。
- 1978年4月1日 - 農業科募集停止。
- 2006年9月15日 - 長野県望月高等学校との統合案を県議会が否決。

## 教育目標
- 一人ひとりに応じた学力をつける。
- 「仰ぎ見る心」と「省みる心」を培う。
- 開かれた学校づくりを進める。
- 地域の生活向上に貢献し知恵を育む。

## 校章
- 校章 - ウェイバックマシン（2007年9月29日アーカイブ分）
  - 3枚の蓼の葉に囲まれた雪の結晶を図案化し、中央に高の文字。

## 校歌・応援歌
- 校歌 - ウェイバックマシン（2007年9月27日アーカイブ分）

## 交通
- 千曲バス中仙道線 ｢蓼科高校｣下車[1]
- 大屋駅から東信観光バス丸子線 ｢蓼科高校入口｣下車[2]

## 出身者
- 両角正芳 - 立科町長